# Mugla, Bulgarien
Mugla (bulgariska: Мугла) är ett distrikt i Bulgarien.   Det ligger i kommunen Obsjtina Smoljan och regionen Smoljan, i den sydvästra delen av landet, 150 km sydost om huvudstaden Sofia.
I omgivningarna runt Mugla växer i huvudsak blandskog. Runt Mugla är det ganska glesbefolkat, med 43 invånare per kvadratkilometer.